# ألدوس هكسلي
ألدوس هكسلي (بالإنجليزية: Aldous Huxley) (ولد 26 يوليو 1894- توفي 22 نوفمبر 1963) هو كاتب إنجليزي اشتهر بكتابة الروايات والقصص القصيرة وسيناريوهات الأفلام. قضى حياته منذ 1937 في مدينة لوس أنجلوس. رواية العالم الطريف (تترجم أيضا: عالم جديد شجاع Brave New World) تعد من أفضل أعماله وأشهرها. له اهتمامات بالباراسيكولوجيا والتصوف الفلسفي، معاد للحروب ومهتم بالقضايا الإنسانية. في آخر آيام حياته اعتبر في بعض الدوائر الأكاديمية، قائدا للفكر الإنساني الحديث ومثقفا بارعا. له تأثير واضح على جورج أوريل.

## السيرة الذاتية
ولد ألدوس ليونارد هكسلي في إنجلترا عام 1894، وظل حتى نهاية حياته لا ينئ عن الكتابة والتأليف ولا يفتر. وقد بدأ حياته الأدبية شاعرا محتذيا في ذلك حذو أكثر الكتاب المعاصرين. ونشر شعره أول الأمر في مجلة ويلز (Wheels) ثم جمعه في ديوان عنوانه العجلة المحترقة (The burning wheel) نشره عام 1916. وفي هذه السنة عينها اشترك مع غيره من الأدباء في جمع ديوان شعر أكسفورد (oxford poetry) وقد بقي شاعرا طوال حياته، مخالفا بذلك الكثيرين من أدباء عصره الذين انحرفوا من الشعر إلى النثر. ويعد الآن شاعرا ثائرا على ازدياد نفوذ العلم في الحياة. وهو حفيد توماس هكسلي العالم الشهير الذي تلقى عليه العلم هربرت جورج ويلز، وبين الحفيد وجده شبه كبير في الصورة والقسمات.
وينحدر هكسلي من ناحية أمه من أسرة توماس ارنولد ناظر مدرسة رجبي الشهيرة. ومن أقربائه من كان أستاذا، ومن كان عالما، أو شاعرا أو روائيا. ولهذه المجموعة تأثير عليه منذ ولد عام 1894. وقد استطاع بقلمه وذكائه أن يرتفع إلى سماء الشهرة.
وهو رجل طويل القامة، نحيل القوام، حتى ان الأطفال هامبستاد كانوا يتجمعون حوله في شبابه الباكر ويهزؤون به. غير أن طول قامته يخيل للناظر إليه أنه يعيش في عالم غير عالمنا. هكسلي يتحدث إلى كل من يلقاه في سهولة وتواضع. وهو رجل شديد المرح. لا يوصف بالتزمت. وهو يستعمل في أحاديثه كثيرا من غريب اللفظ، لا لأنه يتكلف غريب الحديث، ولكن لأن الرجل غريب التفكير، وهو بحاجة إلى هذه الألفاظ يعبر بها عما يختلج في نفسه.وهو مولع بلقاء الشواذ من الناس ومشاهدة الشاذ من المناظر لأن به ميلا نحو الشذوذ.
رائد من رواد اليوجنيا وكانت كتاباته تخدمها.

## حياته الشخصية

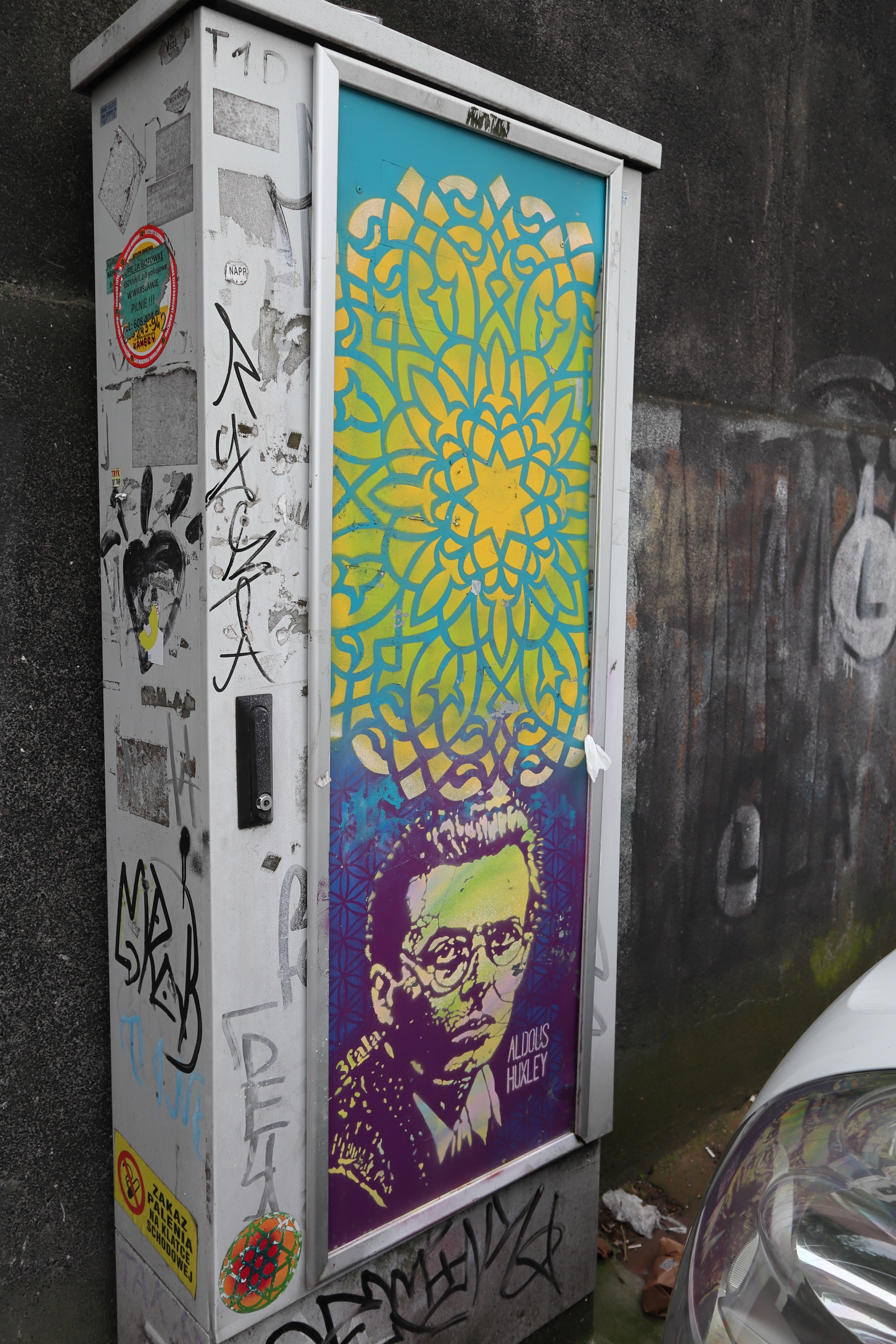
جدارية في شارع دزيلنا 17 في وارسو ، ألدوس هكسلي.

تزوج هكسلي في 10 يوليو 1919 من ماريا نيس (10 سبتمبر 1899-12 فبراير 1955)، وهي عالمة أوبئة بلجيكية من قرية بيلم بالقرب من آلتر، التقى بها في غارسينغتون، أوكسفوردشاير، في عام 1919. أنجبا طفلًا واحدًا، سمياه ماثيو هكسلي (19 أبريل 1920-10 فبراير 2005)، عمل كمؤلف وعالم أنثروبولوجيا وعالم أوبئة بارز. في عام 1955، توفيت ماريا هكسلي بسبب مرض السرطان. 
في عام 1956، تزوج هكسلي من لورا أرتشيرا (1911-2007)، وهي أيضًا مؤلفة وعازفة كمان ومعالجة نفسية. كتبت كتاب هذه اللحظة الخالدة، الذي يروي سيرة حياة هكسلي. روت قصة زواجهما في فيلم هكسلي حول هكسلي الوثائقي الذي أخرجته ماري آن براوباخ عام 2010.
شُخص هكسلي بسرطان الحنجرة في عام 1960. في السنوات التي تلت ذلك، ومع تدهور صحته، كتب رواية الجزيرة اليوتوبية، وألقى محاضرات حول «الإمكانات البشرية» في المركز الطبي في سان فرانسيسكو ومعهد إيسالن. شكلت هذه المحاضرات أساسًا لبدء حركة الإمكانات البشرية.
كان هكسلي صديقًا مقربًا لجدو كريشنامورتي وروزاليند راجاغوبال، وشارك في إنشاء مدرسة هابي فالي، التي تُدعى حاليًا مدرسة بيسانت هيل في هابي فالي، في أوجي، كاليفورنيا.
تتواجد المجموعة الأكثر جوهرية من أعمال هكسلي القليلة المتبقية، بعد تدمير معظمها في عام 1961 في حادثة بيل إير فاير، في مكتبة جامعة كاليفورنيا، لوس أنجلوس. يتواجد بعضها أيضًا في مكتبات جامعة ستانفورد.
في 9 أبريل 1962، أُبلغ هكسلي أنه انتُخب زميلًا في الأدب من قبل الجمعية الملكية للأدب، وهي منظمة أدبية عليا في بريطانيا، وقبل اللقب عبر رسالة في 28 أبريل 1962. ما تزال المراسلات بين هكسلي والجمعية محفوظة في مكتبة جامعة كامبريدج. دعت الجمعية هكسلي للظهور في مأدبة وإلقاء محاضرة في سومرست هاوس، لندن، في يونيو 1963. كتب هكسلي مسودة للخطاب الذي كان ينوي إلقاءه في الجمعية؛ ولكن منعته حالته الصحية المتدهورة من الحضور.

## الأعمال الأدبية
الروايات
الكروم الأصفر
العالم الطريف (تترجم أيضا: عالم جديد شجاع Brave New World)
الجزيرة
أبواب الإدراك
القصص القصيرة
السجن
المقالات
على الهامش

## وصلات خارجية
- ألدوس هكسلي على موقع IMDb (الإنجليزية)
- ألدوس هكسلي على موقع الموسوعة البريطانية (الإنجليزية)
- ألدوس هكسلي على موقع مونزينجر (الألمانية)
- ألدوس هكسلي على موقع ألو سيني (الفرنسية)
- ألدوس هكسلي على موقع ميوزك برينز (الإنجليزية)
- ألدوس هكسلي على موقع أول موفي (الإنجليزية)
- ألدوس هكسلي على موقع قاعدة بيانات برودواي على الإنترنت (الإنجليزية)
- ألدوس هكسلي على موقع قاعدة بيانات الأفلام السويدية (السويدية)
- ألدوس هكسلي على موقع إن إن دي بي (الإنجليزية)
- ألدوس هكسلي على موقع ديسكوغز (الإنجليزية)
- ألدوس هكسلي  على قاعدة بيانات الخيال التأملي على الإنترنت